# 周勝考
周勝考（1956年3月14日—），臺灣政治人物，生於南投縣魚池鄉，曾任板橋市民代表、三屆台北縣議員，現任新北市議員，新北市議會中國國民黨團書記長。

## 事件及爭議
- 2017年10月31日，因遠雄新北市土地工程弊案（土城及新莊都更案）被依涉犯貪污治罪條例等罪起訴[4][5]。

- 2020年2月19日，因遠雄弊案涉嫌重大，以4,000萬元交保，並限制出境、出海8個月[3]。

- 2022年10月28日，經台北地院審理5年一審宣判，依收賄、行賄2罪併判10年徒刑，另依公司法未繳納股款罪，判刑6月可易科罰金。

## 選舉紀錄
| 年度 | 選舉屆數               | 選舉區           | 所屬政黨   | 得票數 | 得票率 | 當選標記 | 備註 |
| ---- | ---------------------- | ---------------- | ---------- | ------ | ------ | -------- | ---- |
| 1998 | 第十四屆臺北縣議員選舉 | 臺北縣第一選舉區 | 中國國民黨 | 7,502  | 4.56%  |          |      |
| 2002 | 第十五屆臺北縣議員選舉 | 臺北縣第一選舉區 | 中國國民黨 | 11,328 | 7.57%  |          |      |
| 2005 | 第十六屆臺北縣議員選舉 | 臺北縣第一選舉區 | 中國國民黨 | 15,193 | 5.73%  |          |      |
| 2010 | 第一屆新北市議員選舉   | 新北市第四選舉區 | 中國國民黨 | 18,631 | 6.08%  |          |      |
| 2014 | 第二屆新北市議員選舉   | 新北市第四選舉區 | 中國國民黨 | 25,921 | 9.47%  |          |      |
| 2018 | 第三屆新北市議員選舉   | 新北市第四選舉區 | 中國國民黨 | 18,962 | 6.69%  |          |      |
| 2022 | 第四屆新北市議員選舉   | 新北市第五選舉區 | 中國國民黨 | 15,049 | 5.87%  |          |      |

## 軼聞
- 2021年11月，媒體報導周勝考與民主進步黨籍市議員何淑峯交情匪淺[6]。